# La Guerre est déclarée
La Guerre est déclarée er en fransk film fra 2011, instrueret af Valérie Donzelli.

## Handling
Filmen handler om et ungt pars kamp mod deres barns kræftdiagnose.

## Medvirkende
- Valérie Donzelli – Juliette
- Jérémie Elkaïm – Roméo Benaïm
- César Desseix – Adam Benaïm som 1½-årig
- Gabriel Elkaïm – Adam Benaïm som 8-årig
- Brigitte Sy – Claudia Benaïm (Roméo's mor)
- Elina Löwensohn – Alex (Claudia's kæreste)
- Michèle Moretti – Geneviève (Juliette's mor)
- Philippe Laudenbach – Philippe (Juliette's far)